# Nassos Daphnis
Nassos Daphnis (Krokeai, Grecia, 23 de julio de 1914 – Provincetown, Estados Unidos, 23 de noviembre de 2010) fue un pintor geométrico abstracto greco estadounidense.

## Biografía
Emigró a Estados Unidos en 1930 de adolescente y su primera exhibición fue en Nueva York en 1938.
Peleó en la Segunda Guerra Mundial y su obra se transformó luego de una visita a Grecia en 1950.
Fue descubierto por el galerista Leo Castelli, donde realizó The continuous painting, gigantesca pintura de 86 pies de largo.
Se dedicó también a la horticultura, fue experto en peonías.
Tiene obras en Harvard University Art Museums, Indianápolis Museum of Art y el Smithsonian American Art Museum National Art.